# Ginglymostomatidae
Famille
Les requins-nourrices ou Ginglymostomatidés (Ginglymostomatidae) forment une famille de requins.

## Description et caractéristiques
Ce sont des requins d'eau de mer, présents dans tous les océans, et de mœurs plutôt nocturnes. Ces requins sont de taille variable, pourvus de dépressions nasales, de barbilles plus ou moins longues, et de petits spiracles derrière les yeux. Ils possèdent deux nageoires dorsales (assez rapprochées) et une anale.
Ces requins se nourrissent sur le fond (entre la surface et 70 m de profondeur) grâce à leurs barbilles sensorielles. Ils se nourrissent de poissons, crabes, crevettes, langoustes, calmars et poulpes, et parfois de coraux mous, d'oursins et de tuniciers. On a nommé ces requins "de nourrices" du fait du bruit qu'ils font évoquant le bruit de succion des bébés humains lors de la tétée. Ils sont également appelés requins-dormeurs car ils peuvent passer jusqu'à 20 h /jour à se reposer. Leur chair est très appréciée aux Antilles. 
Les narines ne servent pour les requins qu'à flairer et non pas à respirer. Elles ne sont d'ailleurs pas reliées au système respiratoire sauf chez le requin-nourrice.

## Liste des espèces
Selon World Register of Marine Species (6 may 2019) :
- genre Ginglymostoma (Müller et Henle), 1837
  - Ginglymostoma cirratum (Bonnaterre), 1788 - Requin nourrice
  - Ginglymostoma unami Del Moral-Flores, Ramírez-Antonio, Angulo & de León, 2015[4] - Requin nourrice du Pacifique
- genre Nebrius (Ruppell), 1837
  - Nebrius ferrugineus (Lesson), 1831 - Requin nourrice fauve
- genre Nebrodes Garman, 1913
  - Nebrodes concolor
- genre Pseudoginglymostoma (Dingerkus), 1986
  - Pseudoginglymostoma brevicaudatum (Gunther), 1867 - Requin nourrice à queue courte

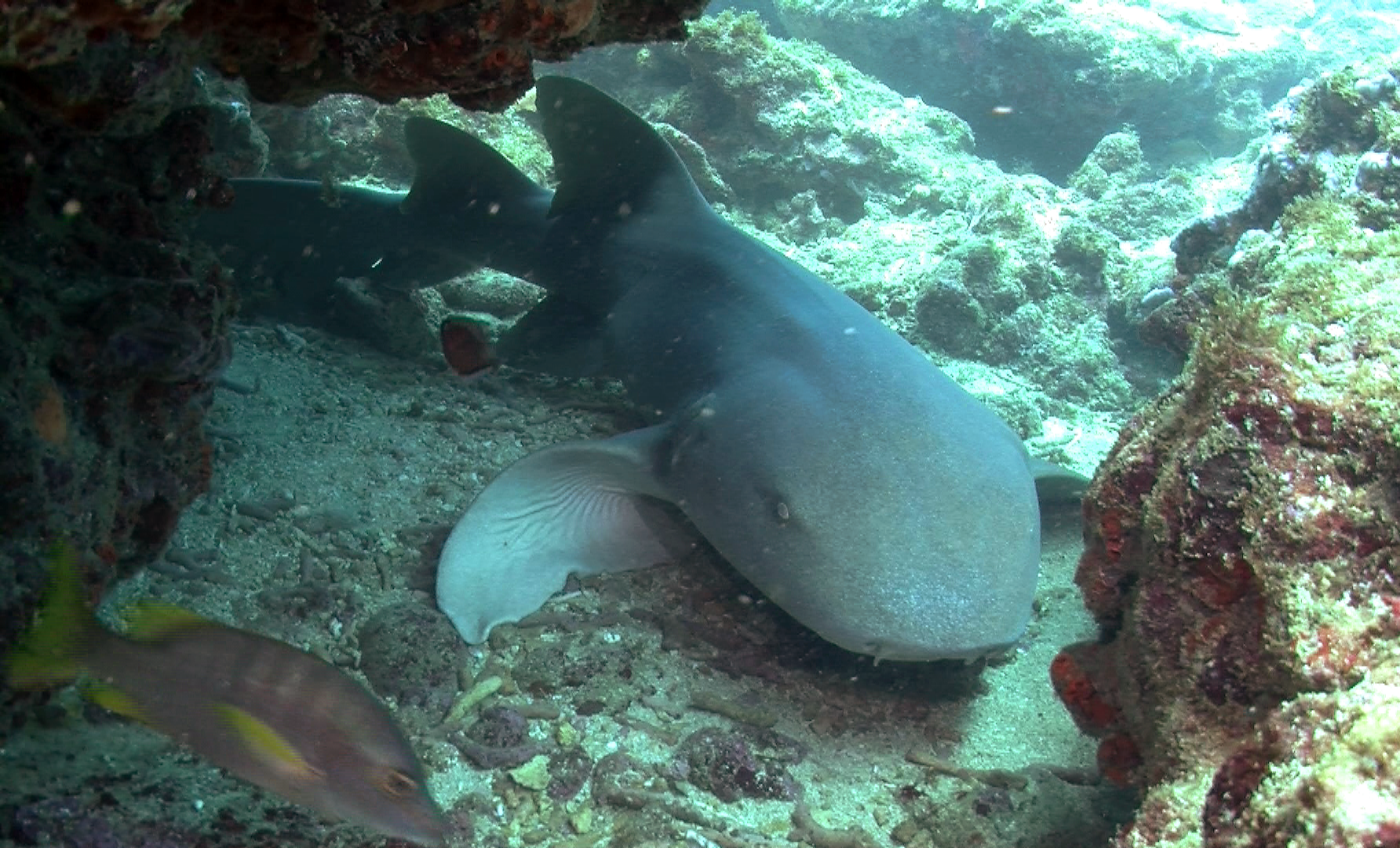
Ginglymostoma cirratum
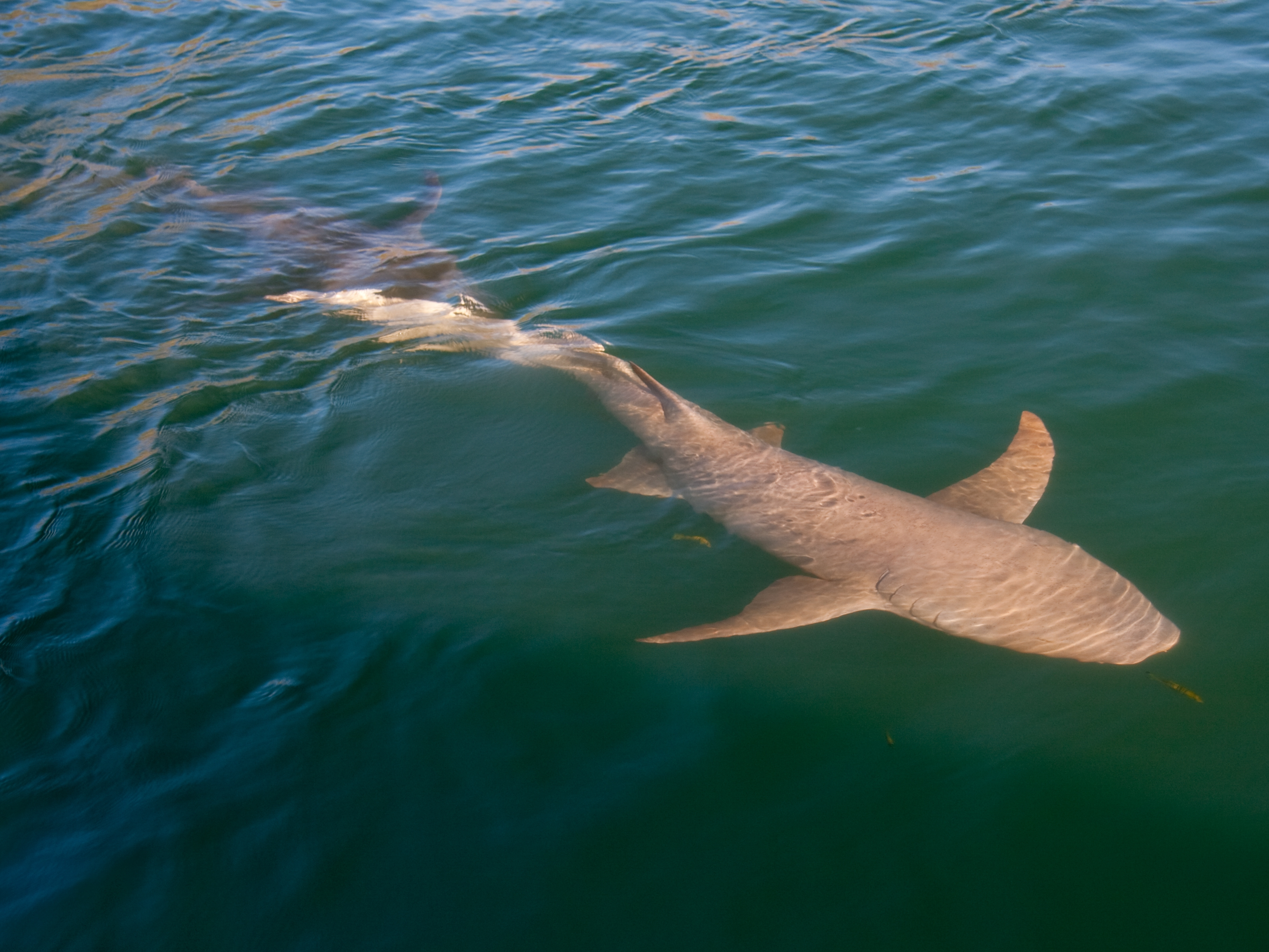
Nebrius ferrugineus
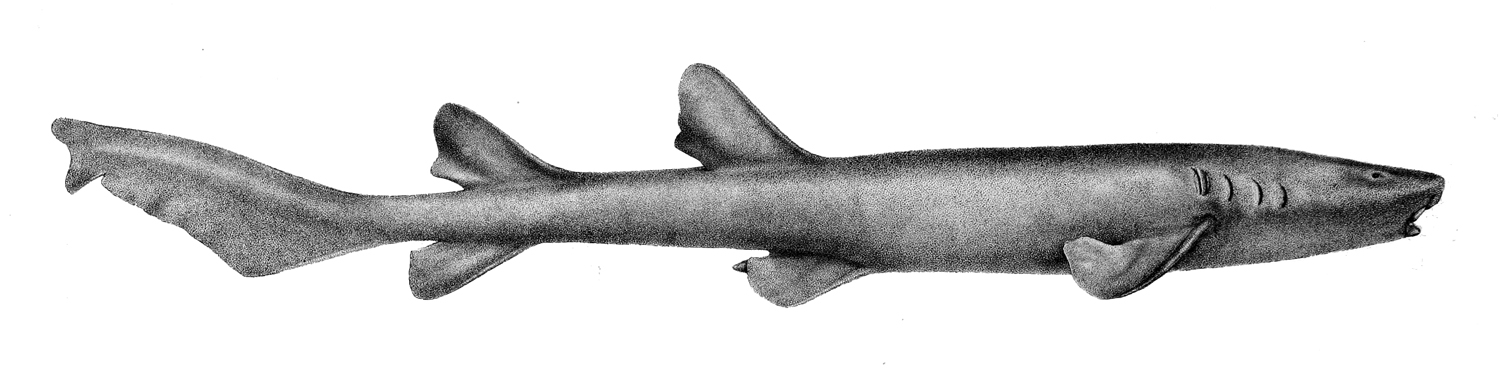
Pseudoginglymostoma brevicaudatum